# Brat Pack
O "Brat Pack" foi um apelido dado a um grupo de jovens atores e atrizes que frequentemente apareciam juntos em filmes para adolescentes nos anos 80.
O termo, feito em cima do nome do grupo Rat Pack dos anos 50 e 60, teve popularidade em uma reportagem da revista New York Magazine sobre um grupo de famosos atores adolescentes. O grupo se caracterizou pelos membros principais como Rob Lowe, Judd Nelson e Emilio Estevez, por seus filmes serem uma crítica a geração patética, cínica, possessiva e ideológicamente árida da época. Os filmes eram feitos com o estereótipo adolescente, onde se localizavam na maioria das vezes no subúrbio de Chicago, focalizando o dia-a-dia dos adolescentes de classe média-alta.

## Membros
A maioria dos membros do grupo vieram dos filmes do diretor John Hughes, The Breakfast Club, e do diretor Joel Schumacher, St. Elmo's Fire. Com esse critério, os membros mais citados eram Emilio Estevez, Anthony Michael Hall, Rob Lowe, Andrew McCarthy, Demi Moore, Judd Nelson, Molly Ringwald e Ally Sheedy. A mais esquecida é a atriz Mare Winningham, a única membro que não participou de outros filmes com qualquer outro do grupo.
A reportagem feita pela revista New York Magazine citava um grupo de atores que mais tarde não seriam considerados posteriormente membros oficiais do Brat Pack. Como exemplo, a reportagem citava os atores do filme The Outsiders (filme): Tom Cruise, Patrick Swayze, Ralph Macchio, C. Thomas Howell. Nenhum desse atores chegaram a fazer um filme com os membros do Brat Pack (exceto Patrick Swayze). Charlie Sheen participou de vários filmes do grupo, principalmente por conta de seu irmão Emilio que era membro e líder e por sua colaboração com vários filmes dos outros membros. Os atores James Spader e Robert Downey, Jr. foram também considerados membros oficiais por suas diversas aparições nesses filmes, principalmente com Andrew McCarthy em Less Than Zero. Downey, Jr. também contracenou com Anthony Michael Hall em dois filmes: Weird Science e Johnny Be Good, e além disso, contracenou com Molly Ringwald em The Pick-Up Artist. Outros atores que tiveram ligação com o grupo foram Jon Cryer, John Cusack, Kevin Bacon, Jemi Gertz, Mary Stuart Masterson, Matthew Broderick, Casey Siemaszko, Sean Penn e Kiefer Sutherland. Em sua autobiografia, a atriz Melissa Gilbert, se dizia membro do Brat Pack. Mesmo ela tendo sido uma atriz de televisão, sua vida era relacionada a Estevez e Lowe (de quem teria ficado noiva).
O ator Harry Dean Stanton, aos seus cinquenta anos, se tornou o mentor desse grupo.

## Filmografia
Abaixo se encontra uma tabela com os filmes considerados oficiais do grupo Brat Pack. Mesmo que no artigo da revista New York Magazine está escrito que o primeiro filme do Brat Pack é Taps de 1981 com Tom Cruise e Timothy Hutton, a lista abaixo apresenta os filmes mais tradicionais com os membros do grupo:
| Filme                        | Emilio Estevez           | Anthony Michael Hall                     | Rob Lowe                     | Andrew McCarthy | Demi Moore      | Judd Nelson  | Molly Ringwald  | Ally Sheedy      | Contribuidores                                                           |
| ---------------------------- | ------------------------ | ---------------------------------------- | ---------------------------- | --------------- | --------------- | ------------ | --------------- | ---------------- | ------------------------------------------------------------------------ |
| The Outsiders (filme) (1983) | Keith "Two-Bit" Matthews |                                          | Sodapop Patrick Curtis       |                 |                 |              |                 |                  | Matt Dillon, Patrick Swayze, Tom Cruise, C. Thomas Howell, Ralph Macchio |
| Class (1983)                 |                          |                                          | Franklin "Skip" Borroughs IV | Jonathan Ogner  |                 |              |                 |                  | John Cusack                                                              |
| Sixteen Candles (1984)       |                          | Fazendeiro Ted (creditado como "O Geek") |                              |                 |                 |              | Samantha Baker  |                  | John Cusack, Jami Gertz                                                  |
| Oxford Blues (1984)          |                          |                                          | Nick De Angelo               |                 |                 |              |                 | Rona             |                                                                          |
| The Breakfast Club (1985)    | Andrew Clark             | Brian Johnson                            |                              |                 |                 | John Bender  | Claire Standish | Allison Reynolds |                                                                          |
| St. Elmo's Fire (1985)       | Kirby Keger              |                                          | Billy Hicks                  | Kevin Dolenz    | Jules Jacoby    | Alec Newbury |                 | Leslie Hunter    | Mare Winningham                                                          |
| Pretty in Pink (1986)        |                          |                                          |                              | Blane McDonnagh |                 |              | Andie Walsh     |                  | Jon Cryer, James Spader                                                  |
| Blue City (1986)             |                          |                                          |                              |                 |                 | Billy Turner |                 | Annie Rayford    |                                                                          |
| About Last Night... (1986)   |                          |                                          | Danny Martin                 |                 | Debbie Sullivan |              |                 |                  |                                                                          |
| Wisdom (1986)                | John Wisdom              |                                          |                              |                 | Karen Simons    |              |                 |                  | Charlie Sheen (não-creditado)                                            |
| Fresh Horsers (1988)         |                          |                                          |                              | Matt Larkin     |                 |              | Jewel           |                  |                                                                          |

## Outros filmes
Alguns filmes foram considerados como "Filmes do Brat Pack", mesmo não tendo nenhum dos membros no elenco, como o filme Red Dawn de 1984. Isso pelo filme ter os contribuidores Patrick Swayze, C. Thomas Howell, Charlie Sheen, Jennifer Grey, Harry Dean Stanton e Lea Thompson. Tem também o filme Ferris Bueller's Day Off por ter no elenco Jennifer Grey e Charlie Sheen e o ator Matthew Broderick como protagonista. Foi incluído também o filme Weird Science, protagonizado pelo membro Anthony Michael Hall e por Robert Downey, Jr., pelo filme ter sido dirigido por John Hughes e por ter sido integrado em um box de DVD dos filmes dos Brat Pack lançado pela Universal.
Outros filmes dos anos oitenta, com temas parecidos e estrelados por pelo menos um membro do grupo ou junto com um dos contribuidores, são:
- WarGames (1983) com Ally Sheedy e Matthew Broderick.
- Bad Boys (1983) com Ally Sheedy e Sean Penn.
- No Small Affair (1984) com Demi Moore e Jon Cryer.
- Heaven Help Us (1985) com Andrew McCarthy e Mary Stuart Masterson.
- One Crazy Summer (1986) com Demi Moore e John Cusack.
- Youngblood (1986) com Rob Lowe e Patrick Swayze.
- The Pick-Up Artist (1987) com Molly Ringwald e Robert Downey, Jr..
- Less Than Zero (1987) com Andrew McCarthy, Robert Downey, Jr., James Spader e Jami Gertz.
- Manequim (1987) com Andrew McCarthy e James Spader.
- Johnny Be Good (1988) com Anthony Michael Hall e Robert Downey, Jr..
- Young Guns (1988) com Emilio Estevez, Charlie Sheen e Kiefer Sutherland.
- Kansas (1988) com Andrew McCarthy e Matt Dillon.
- We're No Angels (1989) com Demi Moore e Sean Penn.